# Société des Citoyennes Républicaines Révolutionnaires

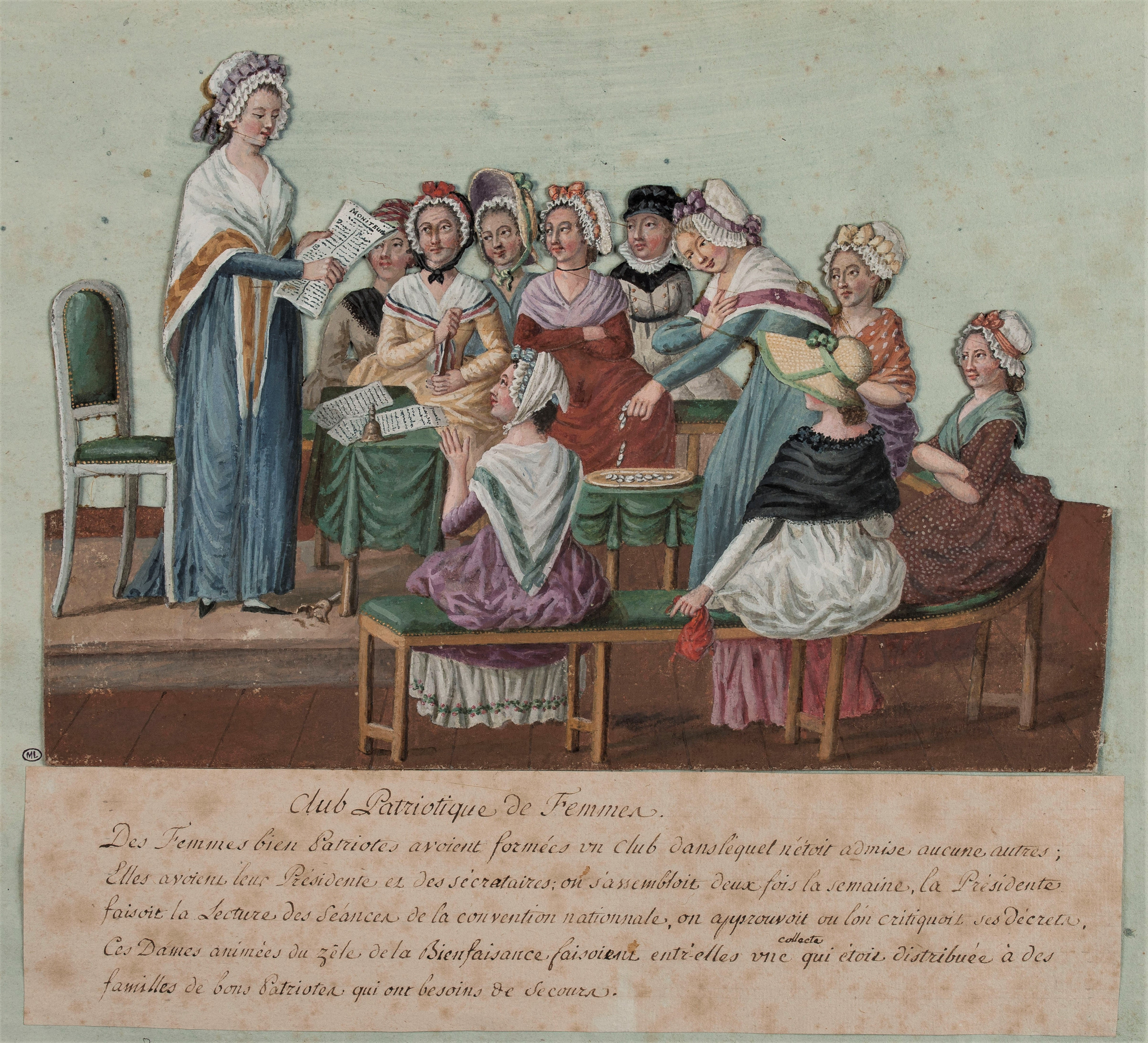
Patriottisch vrouwengenootschap tijdens de Franse Revolutie

De Société des Citoyennes Républicaines Révolutionnaires (Genootschap van republikeinse revolutionaire burgeressen) was tijdens de Franse Revolutie een radicaal revolutionair genootschap voor vrouwen. Het werd in mei 1793 opgericht door Pauline Léon en Claire Lacombe en was de enige politieke club in Parijs die alleen vrouwen als lid accepteerde. 
De leden van de Société kwamen vooral uit de gelederen van de sansculotten: kleine ondernemers, bediendes en arbeidsters. In eerste instantie was het genootschap gericht op verbetering van hun economische omstandigheden. Daarnaast eisten ze politieke en burgerrechten voor vrouwen. 
Tijdens hun korte officiële bestaan (mei-oktober 1793) was de Société des Citoyennes Républicaines Révolutionnaires invloedrijk. Ze speelden een actieve rol bij de val van de girondijnen. Zij waren ideologisch het meest verbonden met de radicale factie van de enragés. De door de montagnards gedomineerde Nationale Conventie besloot op 30 oktober 1793 alle politieke vrouwengenootschappen te verbieden, waaronder ook de Société des citoyennes républicaines révolutionnaires.

## Oprichting
In de eerste jaren van de Franse Revolutie speelden vrouwen uit verschillende klassen en standen een actieve rol. Zij waren betrokken bij revolutionaire genootschappen en waren vaak gangmakers in straatprotesten tegen schaarste en woekerprijzen. Zij trokken hierbij op gelijke voet op met de jakobijnen en de cordeliers.
Vanaf in ieder geval februari 1793 kwam een groep vrouwen regelmatig bijeen in de jacobijnse club op de rue Saint Honoré in Parijs. Op 24 februari 1793 diende deze groep een petitie in bij de Wetgevende Vergadering om te protesteren tegen de schaarste en woekerprijzen van levensmiddelen. Op 10 mei 1793 meldden de actrice Claire Lacombe en de chocolademaakster Pauline Leon officieel bij de autoriteiten in Parijs dat zij een genootschap voor vrouwen hadden opgericht met de naam Société des citoyennes républicaines révolutionnaires. Het was de enige politieke club in Parijs die uitsluitend voor vrouwen was bestemd. Het genootschap kwam bijeen in de jacobijnse bibliotheek en had vermoedelijk zo’n tweehonderd leden. Het ledenaantal is echter onzeker, omdat de meeste verslagen van bijeenkomsten van het genootschap verloren zijn gegaan. Er werd ook wel gesproken over duizenden leden.

## Idealen en doelstelling
Anders dan revolutionaire feministes als Olympe de Gouges en Etta Palm, die afkomstig waren uit de middenklassen, verwoordde de Société vooral de belangen van vrouwen uit de arbeidersklasse en kleine ondernemers (de sansculotten). Hun doelen lagen in eerste instantie op het terrein van de economie, zoals betaalbaar voedsel en bestrijding van de inflatie. Ze hadden echter wel sympathie voor verbetering van de positie van vrouwen in de samenleving in het algemeen. De Société betoogde dat vrouwen niet per definitie een ondergeschikte positie dienden in te nemen, en pleitte voor een humane behandeling van prostituees. Zij zagen het belang in van echtscheidingswetten, onderwijskansen en juridische gelijkheid.

## Politieke invloed
Begin 1793 verkeerde de Franse Revolutie in zwaar weer: de revolutionaire legers leden nederlagen in België, er woedde een burgeroorlog in de Vendée, de economische situatie was slecht, en in de politiek was er een verbitterde strijd om de macht tussen de vrij gematigde girondijnen en de meer radicale facties als de jakobijnen. De Société bood vrouwen een mogelijkheid om in deze context gecoördineerd en krachtig op te treden.
Het genootschap was buitengewoon activistisch en trok de aandacht. Vooral de toespraken van Claire Lacombe werden door politieke tegenstanders gevreesd. De vrouwen trokken ook in knokploegen door Parijs op zoek naar vijanden van de revolutie. Op 19 mei 1793 diende een gezamenlijke delegatie van de Société en de cordeliers in de jakobijnse club een voorstel in voor radicale maatregelen, onder andere het elimineren van de meer behoudende girondijnen uit de politiek, het instellen van een leger van sansculotten, en acties tegen economische uitbuiting. Het voorstel werd door de jakobijnen overgenomen.
De vrouwen van het genootschap waren actief betrokken bij de acties tegen de girondijnen die op 31 mei begonnen. Dit markeert ook het begin van de Terreur. Zij wisten de Wetgevende Vergadering binnen te dringen en de intimideerden daar de girondijnse afgevaardigden. Het werd de vrouwen echter niet toegestaan om deel te nemen aan het overleg van het Revolutionaire Comité, omdat dit bestond uit gekozen (mannelijke) afgevaardigden van de verschillende secties van de stad. Zij mochten wel als eregasten de bijeenkomst bijwonen. 

## Conflict met de montagnards

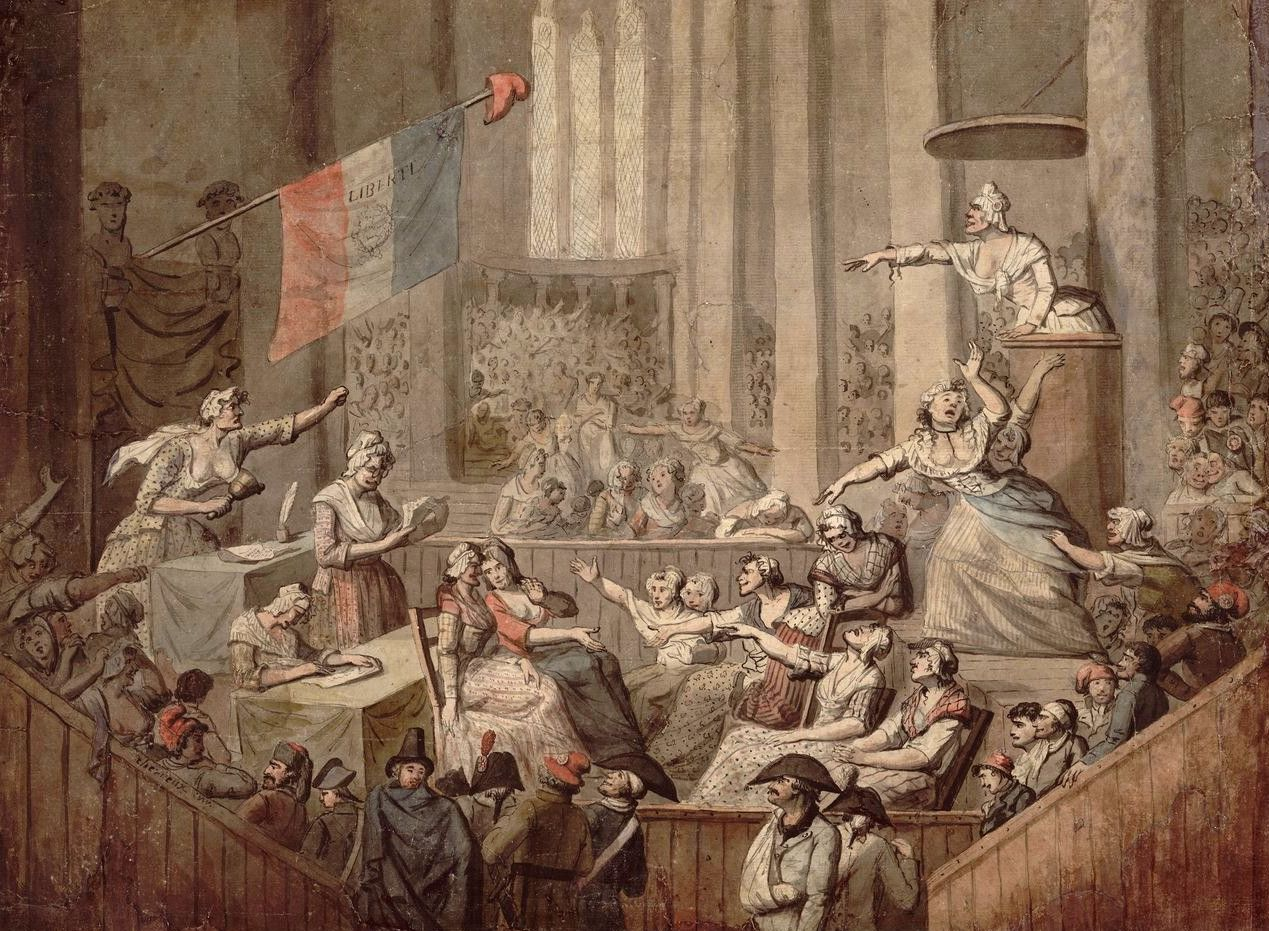
Spotprent van bijeenkomst van revolutionair vrouwengenootschap

De Société schorste in de zomer van 1793 enkele weken lang haar politieke activiteiten om een prominente rol te spelen in de ceremonies rond de begrafenis van de door hen vereerde Jean-Paul Marat, die op 13 juli 1793 was vermoord. In deze periode wisten de montagnards, de linkse facties in de Nationale Conventie waartoe ook de jakobijnen behoorden, hun greep op de macht te vergroten. Dit gebeurde vooral via het Comité voor Algemene Veiligheid en het Comité voor Algemeen Welzijn. 
Nu zij de girondijnen hadden uitgeschakeld en de nieuwe grondwet was ingevoerd, waren de montagnards minder geïnteresseerd in de steun van de vrouwengenootschappen. De Société wilde juist dat de Nationale Conventie nu actie zou ondernemen op onderwerpen die voor hen belangrijk waren, zoals prijsbeheersing. 
De Société zocht vervolgens toenadering tot de meer radicale factie van de enragés, die geleid werd door Jacques Roux, Jean Varlet en Théophile Leclerc. De enragés wilden de Terreur versneld doorvoeren en bepleitten een strak gereguleerde economie. Société voorvrouw Lacombe woonde samen met de enragésleider Leclerc. De Société kwam niet meer bij elkaar in de jakobijnse club, maar in de St Eustache kerk bij Les Halles. Ze probeerden coalities te sluiten met andere politieke genootschappen in Parijs en agiteerden tegen jakobijnse leiders als Robespierre. De jakobijnen vreesden dat de Société grote groepen Parijse vrouwen zou kunnen mobiliseren en in een alliantie met de enragés de politiek nog verder zou radicaliseren.

## Einde van het genootschap
Op 5 september werd Jacques Roux, een van de leiders van de enragés, gearresteerd. Hij pleegde later zelfmoord in de gevangenis. De jakobijnen openden ook de aanval op de Société. Op 16 september werd Lacombe in een sessie in de jakobijnse club afgeschilderd als een contra-revolutionair; ook werden er vraagtekens gesteld bij haar persoonlijke moraal, omdat ze als ongetrouwde vrouw het huis deelde met Leclerc. De voorzitter weigerde haar het woord te geven om zichzelf te verdedigen.
De Société sloeg terug met petities bij de Parijse Commune en de Nationale Conventie waarin ze eisen stelden met betrekking tot de rehabilitatie van prostituees, handhaving van de wetten op de prijsbeteugeling en controle van kooplieden door de sansculotten. Deze voorstellen ondermijnden het gezag van de regering en de Comité's. Lacombe werd ter verantwoording geroepen in de Nationale Conventie, waar ze zichzelf en de Société met verve verdedigde.
De Société slaagde er nog wel in om het voor vrouwen bij wet verplicht te maken om de driekleurige kokarde te dragen; eerder gold dit voorschrift alleen voor mannen. De wat betreft vrouwenrechten meer conservatieve marktvrouwen van Les Halles waren faliekant tegen deze nieuwe wet, die ze associeerden met het dragen van wapens en deelname van vrouwen aan de gewapende strijd. Eind oktober verstoorde een groep marktvrouwen met geweld een bijeenkomst van de Société. De montagnards grepen dit incident aan om op 30 oktober 1793 in heel Frankrijk alle vrouwenorganisaties te verbieden. Georganiseerde politieke activiteit van vrouwen werd afgedaan als een poging van de aristocratie om verdeeldheid te zaaien onder de revolutionairen. Het besluit van de Nationale Conventie leidde nauwelijks tot protesten, mogelijk omdat de regering kort daarvoor wetgeving had ingevoerd om de prijzen van levensmiddelen aan banden te leggen; dit was een van de belangrijkste strijdpunten van veel vrouwengenootschappen geweest.

## Na de opheffing
Korte tijd na het verbod kwam het ook tot een breuk tussen Lacombe en Léon, vermoedelijk omdat Leclerc een relatie had gekregen met Léon en in november 1793 met haar trouwde. Dit betekende het definitieve einde van de Société des Citoyennes Républicaines Révolutionnaires.
Tijdens de politieke zuiveringen na de val van de radicale politicus en publicist Hébert in maart 1794 werden Lacombe, Léon en Leclerc gevangen gezet. De Staatsgreep van 9 Thermidor (27 juli 1794) die een einde maakte aan de Terreur en het bewind van Robespierre, voorkwam dat zij onder de guillotine eindigden. Voor zover bekend hebben Lacombe en Léon zich na hun vrijlating niet meer beziggehouden met politiek of vrouwenrechten.

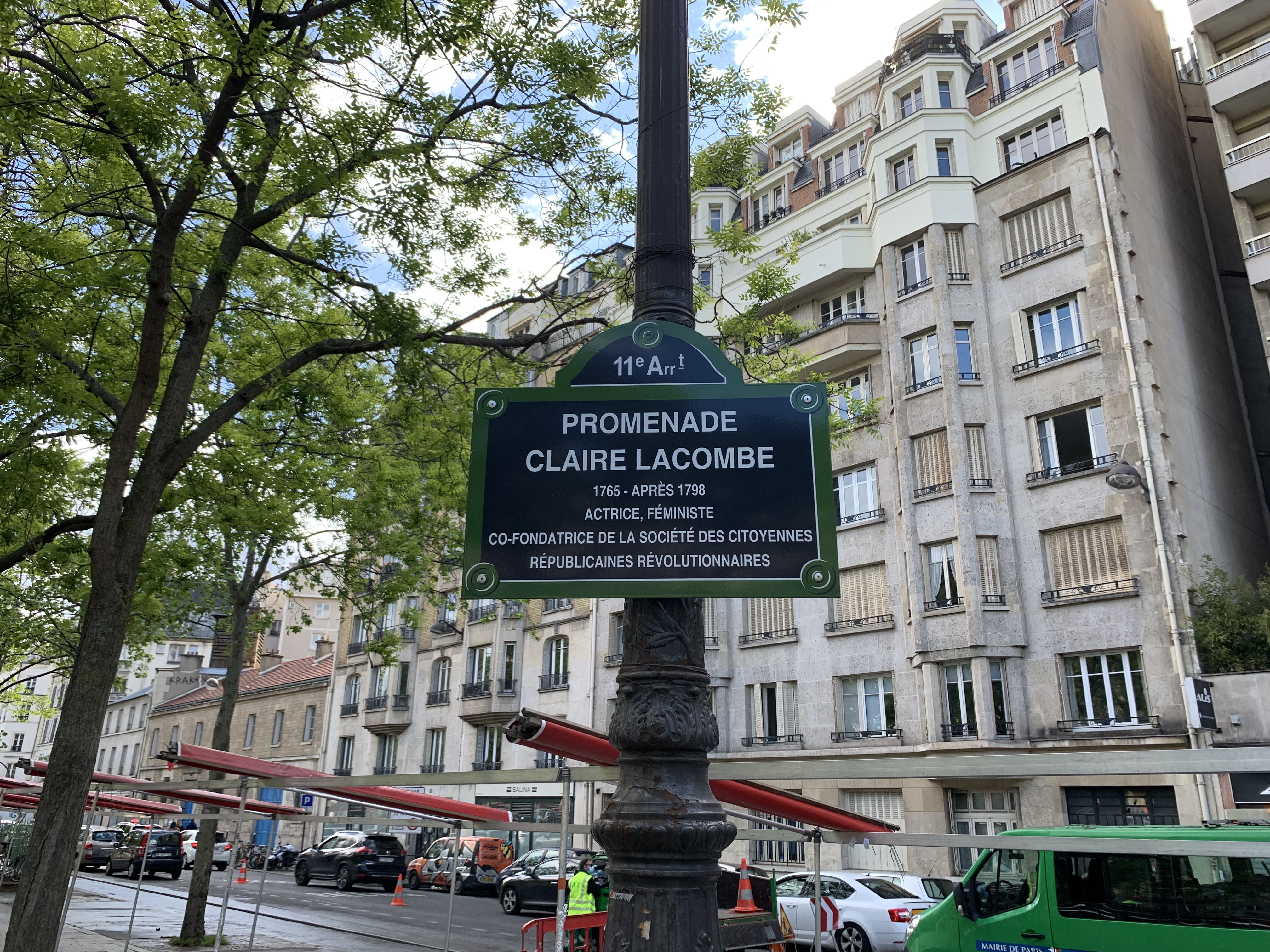
In Parijs zijn straten vernoemd naar Pauline Léon en Claire Lacombe, de oprichtsters van de Société des Citoyennes Républicaines Révolutionnaires
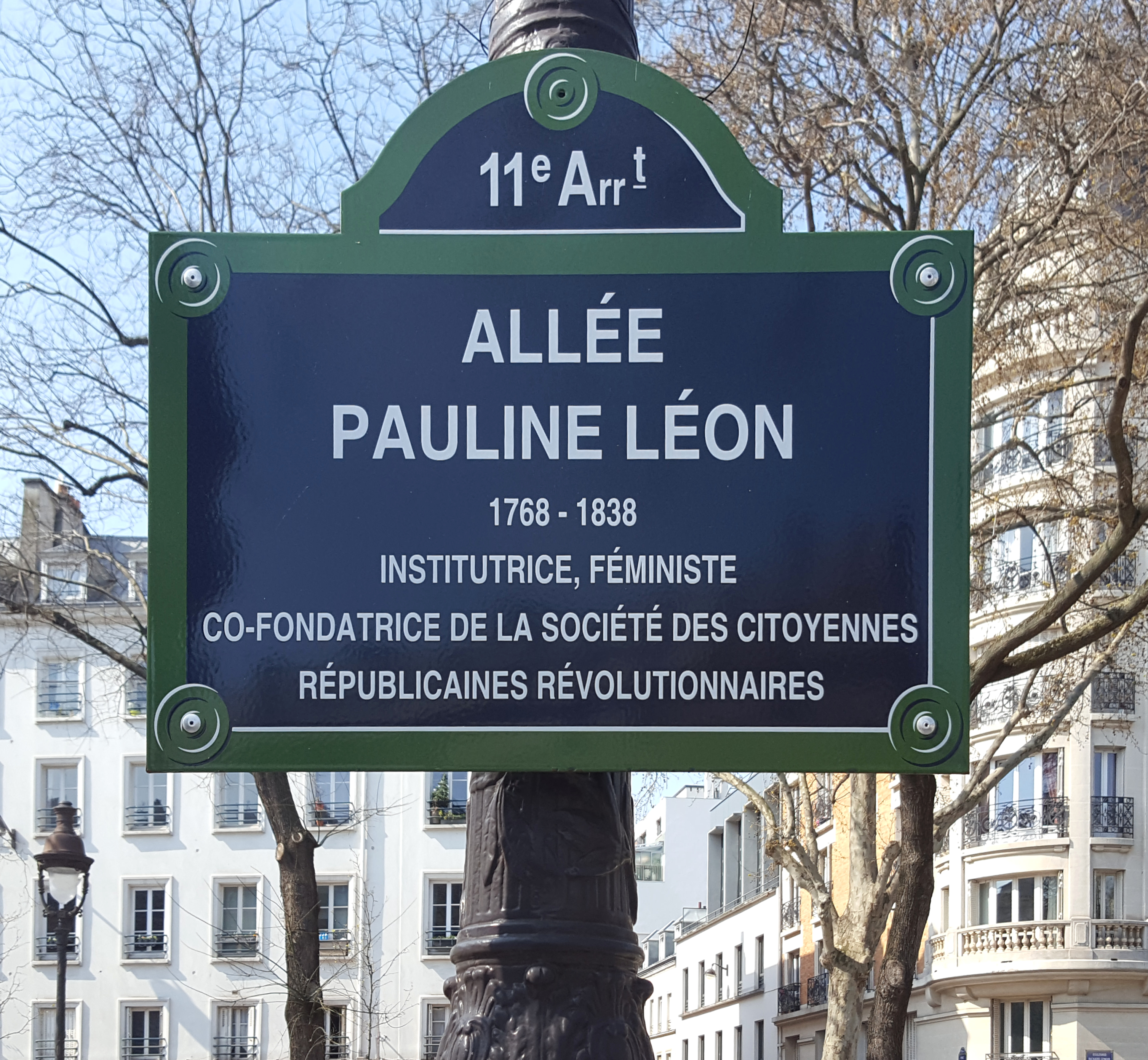